# Интимные моменты мадам Клод
«Интимные моменты мадам Клод» или «Мадам Клод 2» (фр. Madam Claude 2) — художественный фильм 1981 года производства Франции. Этот эротический фильм создан режиссёром Франсуа Миме. В фильме также присутствует детективный сюжет.
Главные роли в фильме исполнили Александра Стюарт, Дирке Альтефогт, Ким Харлоу, Янет Куэвас, Лена Карлссон, Лиз Торесен и Бернар Фрессон. Премьера фильма состоялась 26 августа 1981 года во Франции.

## Сюжет
Второй фильм о мадам Клод и её девушках. На этот раз о деятельности мадам Клод может стать известно общественности. И всё благодаря проныре-репортёру. Оказывается, правительство использует девочек мадам Клод для того, чтобы было легче вести переговоры с делегациями других стран.
Правительство препятствует тому, чтобы о деятельности борделя узнала общественность. Для того, чтобы эта история утихла, правительство планирует устранить мадам Клод, убив её. Но мадам Клод сама решает удалиться, а напоследок она помогает заключить завершающую сделку, которая приносит 2 миллиона прибыли.

## В ролях
- Александра Стюарт — мадам Клод
- Дирке Альтефогт — Хелен
- Ким Харлоу — Селия
- Янет Куэвас — Кэндис
- Лена Карлссон — Ванесса
- Бернар Фрессон — Поль Бартон
- Лиз Торесен — Карин
- Жерар Герольд — Макс
- Изабель Лакам — банкирша в Гонконге
- Беатрис Филипп — молодая служанка в Гонконге
- Йоханна Перкинс
- Франс Англанд

## Технические данные
- Франция и Италия, 1981 год
- Киностудии: AVCO Embassy Pictures, J.P.L.L. Productions, Accord Productions и African Queen Productions
- Видео — цветной, 100 мин.
- Оригинальный язык — французский
- Ограничения по возрасту: в Франции — старше 16 лет и в России — старше 16 лет.

## Интересные факты
- Фильм является своеобразным продолжением первого фильма «Мадам Клод», снятого режиссёром Жюстом Жакеном, известного также и по нашумевшему фильму «Эммануэль».
- Музыку к фильму написал Франсис Лэй, который работал и над музыкой к первому фильму.

## Другие названия
- Русские названия:
  - Интимные моменты мадам Клод
  - Мадам Клод 2
  - Интимные моменты мадам Клод 2
  - И снова мадам Клод 2
  - Салон Мадам Клод-2
- Названия в других странах:
- Madam Claude 2
- Momenti intimi di madame Claude
- Momentos íntimos
- Die intimen Momente der Madame Claude
- Intiimit ilot
- Другое: Intimate Moments